# Namundra
Genre
Namundra est un genre d'araignées aranéomorphes de la famille des Prodidomidae.

## Distribution
Les espèces de ce genre se rencontrent en Namibie, en Angola et en Afrique du Sud.

## Description
Les espèces de ce genre mesurent de 2 à 5 mm.

## Liste des espèces
Selon World Spider Catalog (version 23.5, 29/06/2022) :
- Namundra brandberg Platnick & Bird, 2007
- Namundra griffinae Platnick & Bird, 2007
- Namundra kleynjansi Platnick & Bird, 2007
- Namundra leechi Platnick & Bird, 2007
- Namundra murphyi Haddad, 2022

## Systématique et taxinomie
Ce genre a été décrit par Platnick et Bird en 2007 dans les Prodidomidae. Il est placé dans les Gnaphosidae par Azevedo, Griswold et Santos en 2018 puis dans les Prodidomidae par Azevedo, Bougie, Carboni, Hedin et Ramírez en 2022.

## Publication originale
- Platnick & Bird, 2007 : « On the first African spiders of the subfamily Molycriinae (Araneae, Prodidomidae). » American Museum novitates, no 3552, p. 1-8 (texte intégral).